# Kasztelania gostynińska

Herb województwa rawskiego

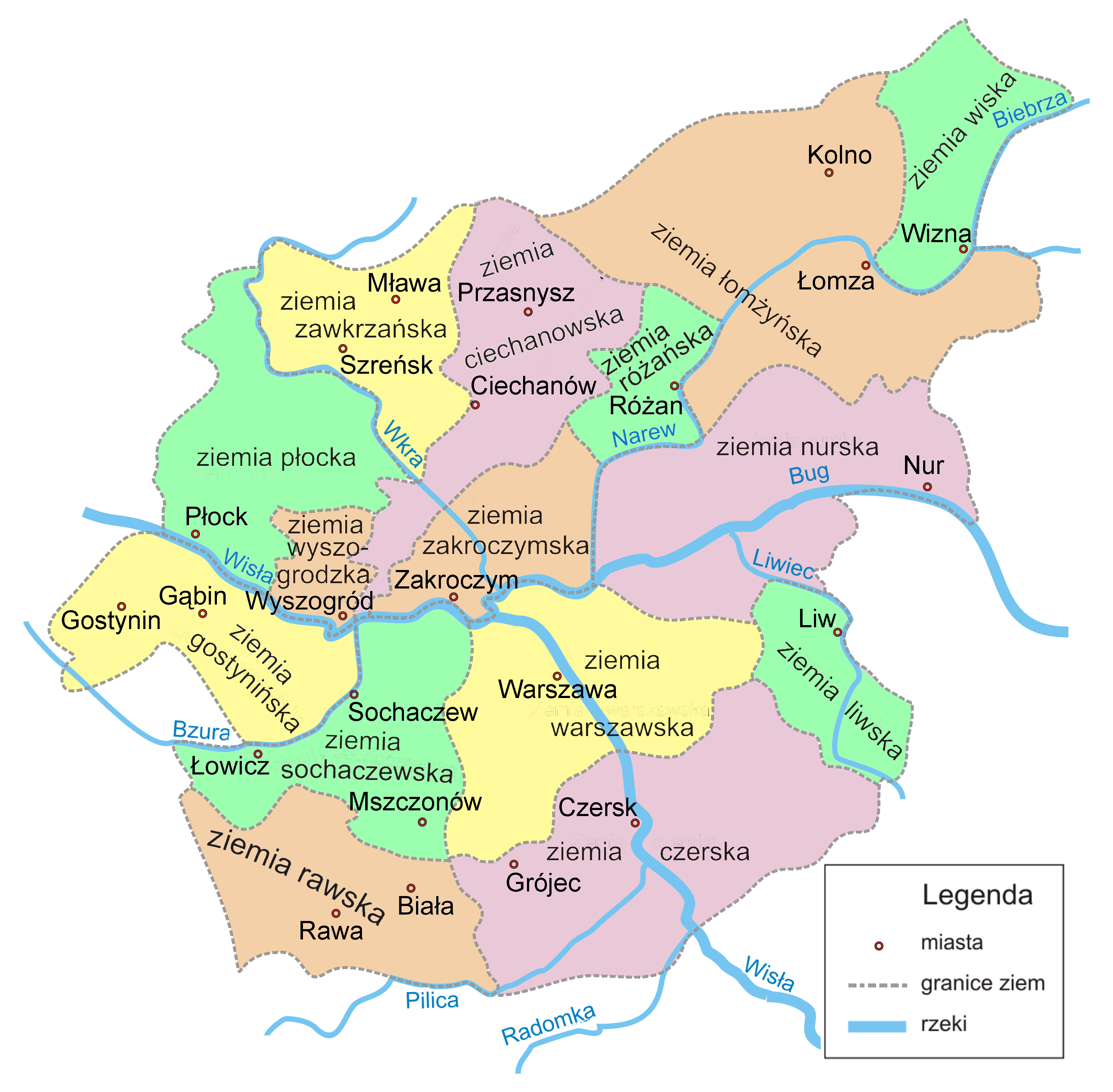
Ziemia gostynińska i inne ziemie Mazowsza (XIII–XVIII w.)

Położenie województwa rawskiego na mapie Rzeczypospolitej Obojga Narodów w 1619 r.

Kasztelania gostynińska – kasztelania mieszcząca się na ziemiach gostynińskich, stanowiących część historycznego województwa rawskiego z siedzibą (kasztelem) w Gostyninie.
Była jedną z części książęcego Mazowsza. Wchodziła w skład księstwa płockiego i rawskiego pod rządami Piastów płockich. Była ważną częścią składową zachodniego Mazowsza, graniczącą z Kujawami i ziemią łęczycką. Po inkorporacji do Korony w 1462 roku wchodziła w skład mazowieckiego województwa rawskiego, obok ziemi rawskiej i (od 1476 r.) sochaczewskiej. Po inkorporacji do Korony w 1526 roku Mazowsza wschodniego (czersko-warszawskiego). Od 1319 roku poświadczona jest źródłowo gostynińska hierarchia grodowa, przekształcona po pewnym czasie w hierarchię ziemską. Jako pierwszy znany z imienia kasztelan gostyniński Paweł pojawia się w dokumencie z 1345 roku.

## Kasztelanowie gostynińscy
| Herb | Okres sprawowania urzędu | Kasztelan                                  | Dalsza kariera        | przypisy |
| ---- | ------------------------ | ------------------------------------------ | --------------------- | -------- |
|      | 1424                     | Andrzej „Szczubioł” Ciechomski z Ciechomic | Wojewoda mazowiecki   | [ 3 ]    |
|      | 1442–1462                | Jan Kościelecki z Kościelca                |                       | [ 3 ]    |
|      |                          | Adam Czerniewski z Żyćka                   |                       | [ 3 ]    |
|      | 1493                     | Andrzej Kucieński z Kutna                  | Wojewoda rawski       | [ 3 ]    |
|      | 1502–1504                | Piotr Prędota Trzciński                    | Wojewoda rawski       | [ 3 ]    |
|      | 1504                     | Mikołaj Kucieński z Kutna                  | zmarł                 | [ 3 ]    |
|      | 1507–1511                | Stanisław Potocki de Potok                 |                       | [ 3 ]    |
|      | 1517                     | Andrzej Kucieński z Kutna                  | Wojewoda rawski       | [ 3 ]    |
|      | 1517–1549                | Paweł Kiernoski z Kiernozi                 |                       | [ 3 ]    |
|      | w okresie 1517–1546      | Marcin Śleszyński                          |                       | [ 3 ]    |
|      | 1526                     | Jan Kiernoski z Kiernozi                   |                       | [ 3 ]    |
|      | 1546–1549                | Brykcy Sobocki                             | zmarł                 | [ 3 ]    |
|      | 1549–1567                | Mikołaj Radziejowski                       | zmarł                 | [ 3 ]    |
|      | 1568–1576                | Jan Szamowski z Szamowa                    | Kasztelan brzeziński  | [ 3 ]    |
|      | 1576–1600                | Piotr Stępowski                            | zmarł                 | [ 3 ]    |
|      | w okresie 1600–1607      | Jerzy Kucieński z Kutna                    |                       | [ 3 ]    |
|      | w okresie 1600–1607      | Wawrzyniec Załuski                         |                       | [ 3 ]    |
|      | 1607–1619                | Michał Sokołowski                          | zmarł                 | [ 3 ]    |
|      | 1619–1633                | Piotr Tarnowski                            |                       | [ 3 ]    |
|      | 1634–1637                | Adam Achacy Noskowski                      |                       | [ 3 ]    |
|      | 1638–1643                | N. Rylski                                  |                       | [ 3 ]    |
|      | 1644–1648                | Wawrzyniec Załuski                         |                       | [ 3 ]    |
|      | 1649–1654                | Marcin Sadowski                            |                       | [ 3 ]    |
|      | 1655–1679                | Jan Szamowski                              | zmarł                 | [ 3 ]    |
|      | 1681–1683                | Andrzej Władysław Kucieński                | zmarł                 | [ 3 ]    |
|      | 1684–1699                | Michał Rylski z Wielkiego Rylska           | zmarł                 | [ 3 ]    |
|      | 1701–1713                | Tomasz Kazimierz Głuski z Głuska           | zmarł                 | [ 3 ]    |
|      | 1713–1716                | Karol Wernazy Oborski                      | Kasztelan bracławski  | [ 3 ]    |
|      | 1716                     | Kasper Nieborski                           |                       | [ 3 ]    |
|      | 1717–1725                | Wawrzyniec Świdziński                      | zmarł                 | [ 3 ]    |
|      | 1725–1753                | Wojciech Lanckoroński z Brzezia            | zmarł                 | [ 3 ]    |
|      | 1754                     | Jerzy Dunin-Borkowski z Borkowic           | zmarł                 | [ 3 ]    |
|      | 1754–1770                | Jan Stanisław Ossoliński                   | zmarł                 | [ 3 ]    |
|      | 1770–1771                | Jerzy Podczaski                            | zmarł                 | [ 3 ]    |
|      | 1772–1794                | Antoni Adam Lasocki z Lasocina             | Wojewoda ciechanowski | [ 3 ]    |